# Голигорский, Соломон Давидович
Соломо́н Дави́дович Голиго́рский (27 сентября 1911, Бендеры, Бессарабская губерния — 1985, Беер-Шева, Израиль) — советский врач (хирург, уролог и нефролог), доктор медицинских наук (1960), профессор (1964), заведующий кафедрой урологии и нефрологии Кишинёвского и Киевского медицинских институтов. Заслуженный деятель науки Молдавской ССР (1966), кавалер ордена «Знак Почёта».

## Биография
Родился в Бендерах в семье Давида Гершевича Голигорского (1883—?). Окончил медицинский факультет Ясского университета в 1934 году. В 1941—1944 годах работал военным хирургом в эвакогоспиталях, капитан медицинской службы. В 1944 году вернулся в Кишинёв, где начал специализироваться в урологии и до 1966 года заведовал кафедрой урологии и нефрологии Кишинёвского медицинского института. В 1960 году защитил докторскую диссертацию по теме «Малый мочевой пузырь. Вопросы интестинальной пластики» (расширенный вариант вышел в виде монографии в 1959 году). В 1966 году в связи с новой политикой так называемых национальных кадров был вынужден оставить кафедру, но в том же году возглавил кафедру урологии Киевского медицинского института имени A.A. Богомольца, которой заведовал до 1979 года и был также проректором института по научной работе.
Был членом президиума правления Всесоюзного и Украинского обществ урологов, заместитель председателя Киевского общества урологов. Автор более 270 научных работ (в том числе 11 монографий), посвящённых вопросам функциональной диагностики воспалительных заболеваний почек и мочевых путей, развитию пластических методов в хирургической урологии, проблеме острой и хронической почечной недостаточности, экстракорпорального гемодиализа.
Некоторые книги Голигорского («Очерки урологической семиотики и диагностики», «Пиелонефрит», «Острая почечная недостаточность») неоднократно переиздавались, написанная с А. Я. Пытелем трёхтомная серия «Избранные главы нефрологии и урологии» (1968—1973) считается одним из самых авторитетных учебных пособий по урологии и нефрологии на русском языке.

## Семья
- Жена — Гися Моисеевна Левинштейн.
  - Сын — нефролог и физиолог Михаил Соломонович Голигорский, профессор Университета штата Нью-Йорк в Стоуни-Брук и Нью-Йоркского медицинского колледжа.

## Монографии
- Очерки семиотики и диагностики урологических заболеваний. Госиздат Молдавии: Кишинёв, 1956.
- Урология. Госиздат Молдавии: Кишинёв, 1958.
- Циститы. Госиздат Молдавии: Кишинёв, 1958.
- Малый мочевой пузырь. Вопросы интестинальной пластики. Картя молдовеняскэ: Кишинёв, 1959.
- Ошибки предоперационного диагноза: Вопросы хирургической тактики (с П. В. Рыжовым). Картя молдовеняскэ: Кишинёв, 1960.
- Искусственная почка и её клиническое применение (с А. Я. Пытелем, М. Д. Джавад-Заде и Н. А. Лопаткиным). Медгиз: Москва, 1961.
- Пиелонефрит (с А. Я. Пытелем). Медгиз: Москва, 1961.
- Острая почечная недостаточность (с А. Я. Пытелем). Картя молдовеняскэ: Кишинёв, 1963.
- Актуальные проблемы нефрологии и урологии (редактор). Картя молдовеняскэ: Кишинёв, 1964.
- Хирургия лоханочно-мочеточникового сегмента (с А. М. Кацыфом). Картя молдовеняскэ: Кишинёв, 1966.
- Избранные главы нефрологии и урологии, в трёх частях (совместно с А. Я. Пытелем). Ленинградский филиал издательства Медицина: Ленинград, 1968—1973.
- Острая почечная недостаточность (с Н. Т. Тереховым). Здоров'я: Киев, 1969.
- Острая и хроническая почечная недостаточность (редактор). Здоров'я: Киев, 1969.
- Урологические заболевания и их предупреждение (с А. Я. Пытелем). Медицина: Москва, 1970.
- Актуальные проблемы нефрологии и урологии (редактор). Здоров'я: Киев, 1970.
- Очерки урологической семиотики и диагностики. Четвёртое издание. Картя молдовеняскэ: Кишинёв, 1971.
- Основы детской урологии и нефрологии. Картя молдовеняскэ: Кишинёв, 1973.
- Аденома предстательной железы. Здоров'я: Киев, 1973.
- Гидронефротическая трансформация (с А. Ф. Киселёвой и Б. С. Гехманом). Картя молдовеняскэ: Кишинёв, 1975.
- Пиелонефрит (с А. Я. Пытелем). Второе издание. Медицина: Москва, 1977.
- Почечно-каменная болезнь (с А. Ф. Киселёвой и В. Н. Благодаровым). Здоров'я: Киев, 1978.